# De Havilland Gipsy
Der de Havilland Gipsy war ein Flugmotor des britischen Herstellers de Havilland Aircraft Company aus den 1920er-Jahren. Er wurde in zahlreichen leichten Flugzeugen der Zwischenkriegszeit verwendet.
Der Gipsy war ein luftgekühlter 4-Zylinder-Reihenmotor und entstand 1927 nach Plänen Frank Halfords. Es war der erste von de Havilland gebaute Motor.

## Geschichte
1925 benötigte Geoffrey de Havilland einen preisgünstigen Antrieb für die von ihm entwickelten leichten Sportflugzeuge. Frank Halford schlug daraufhin vor, einen Vierzylindermotor zu konstruieren, indem man Komponenten eines bewährten Achtzylindermotors von Renault mit Teilen von Fahrzeugantrieben kombinierte. Das Ergebnis war ein 60-PS-Motor, der von der Aircraft Disposals Company (ADC) als A.D.C. Cirrus gefertigt wurde.
Der Verkaufserfolg der Moth führte 1927 zu Lieferschwierigkeiten des Triebwerkherstellers ADC. Geoffrey de Havilland traf daher die Entscheidung, eine eigene Motorenfertigung aufzubauen Er betraute erneut Frank Halford mit der Entwicklung des Triebwerks, das sich weitgehend am Cirrus-Motor orientierte.
Der Prototyp wies noch eine Leistung von 135 PS auf. Dieser Antrieb kam erstmals in einer DH.71 Tiger Moth zum Einsatz. Bei der Serienversion des Gipsy I begnügte man sich allerdings mit 98 PS (73 kW). Später entstand die leistungsstärkere Variante Gipsy II mit 120 PS (90 kW). Die Moth-Flugzeuge, in denen beide Motorversionen zum Einsatz kamen, bezeichnete man von nun an als D.H.60G Gipsy Moth.
Als problematisch erwies sich allerdings das aus dem Fahrzeugbau stammende Motorenkonzept mit unten befindlicher Kurbelwelle und damit „stehenden“ Zylindern. Eine neue Version, bei der die Zylinder „hängend“ angeordnet waren (Kurbelwelle oben), erhielt die Bezeichnung Gipsy III. Auf dieser Basis entwickelte Halford den Gipsy Major sowie den Gipsy Minor. Später folgte noch eine Variante mit sechs Zylindern, der Gipsy Six. In den nächsten Jahren bot de Havilland seine Motoren auch anderen Flugzeugherstellern an, wodurch sie eine größere Verbreitung fanden.

## Varianten
- Gipsy I – Originalversion mit 98 PS (73 kW) und stehenden Zylindern
- Gipsy II – Kolbenhub auf 140 mm vergrößert, 120 PS (90 kW) bei einer Drehzahl von 2300/min
- Gipsy III – Gipsy II mit hängenden Zylindern
- Gipsy IV – verkleinerte Variante des Gipsy III mit 82 PS (61 kW)

## Verwendung (Auswahl)
- De Havilland Gipsy Moth
- De Havilland DH.71 Tiger Moth
- Airspeed Ferry
- Bartel BM-4
- Blackburn Bluebird
- Blackburn Segrave
- Miles Hawk
- PZL.19
- RWD-4
- Saro Windhover
- Spartan Arrow
- Stipa-Caproni